# Dahlbominus fuscipennis
Dahlbominus fuscipennis är en stekelart som först beskrevs av Zetterstedt 1838.  Dahlbominus fuscipennis ingår i släktet Dahlbominus och familjen finglanssteklar. Arten är reproducerande i Sverige. Inga underarter finns listade i Catalogue of Life.